# Aurélien Tchouaméni
Aurélien Tchouaméni (Rouen, 2000. január 27. –) kameruni származású francia válogatott labdarúgó, a spanyol Real Madrid játékosa. Posztját tekintve védekező-középpályás.

## Pályafutása

### Klubcsapatokban

#### Bordeaux
Tchouaméni 2018. július 26-án debütált a Bordeaux első csapatában egy 1-0-s győzelem alkalmával a lett FK Ventspils elleni Európa-liga-mérkőzésen, ahol kezdőként lépett pályára és 89 percet játszott. Pályafutása első gólját 2018. augusztus 9-én szerezte, csapata harmadik találatát lőtte a 3-1-re végződött Európa-liga-mérkőzésen az ukrán Mariupol csapata ellen.

#### AS Monaco
2020 január 29-én Tchouaméni négy és fél éves szerződést kötött a francia élvonalban szereplő AS Monaco csapatával. Egy év után szerezte meg első gólját a francia csapat színeiben, egy Marseille elleni 3-1-es mérkőzésen, 2021. január 23-án.

### A válogatottban
Tchouaméni kameruni származású, viszont a francia korosztályos válogatottakban játszott.
2021. augusztus 26-án bekerült a francia válogatott keretébe. Szeptember 1-jén debütált a felnőtt válogatottban a 2022-es labdarúgó-világbajnokság selejtező mérkőzésén Bosznia-Hercegovina ellen. 2022. március 25-én megszerezte első gólját a nemzeti csapatban az Elefántcsontpart elleni barátságos mérkőzésen. 2022 novemberében bekerült a 2022-es labdarúgó-világbajnokság végső keretébe. December 11-én megszerezte első világbajnoki gólját az angolok ellen 2–1-re megnyert negyeddöntőben. 2024. május 16-án bekerült a 2024-es labdarúgó-Európa-bajnokságra utazó 25 fős keretbe.

## Statisztika

### Klubcsapatokban
2025. január 19.-én frissítve.
| Klub           | Szezon         | Bajnokság              | Bajnokság     | Bajnokság | Országos Kupa | Országos Kupa | Liga Kupa     | Liga Kupa | Európa        | Európa | Más           | Más | Összes        | Összes |
| Klub           | Szezon         | Bajnokság              | Pályára lépés | Gól       | Pályára lépés | Gól           | Pályára lépés | Gól       | Pályára lépés | Gól    | Pályára lépés | Gól | Pályára lépés | Gól    |
| -------------- | -------------- | ---------------------- | ------------- | --------- | ------------- | ------------- | ------------- | --------- | ------------- | ------ | ------------- | --- | ------------- | ------ |
| Bordeaux II    | 2017–18        | Championnat National 3 | 16            | 3         | —             | —             | —             | —         | —             | —      | —             | —   | 16            | 3      |
| Bordeaux       | 2018–19        | Ligue 1                | 10            | 0         | 0             | 0             | 0             | 0         | 9             | 1      | —             | —   | 19            | 1      |
| Bordeaux       | 2019–20        | Ligue 1                | 15            | 0         | 1             | 0             | 2             | 0         | —             | —      | —             | —   | 18            | 0      |
| Bordeaux       | Összes         | Összes                 | 25            | 0         | 1             | 0             | 2             | 0         | 9             | 1      | —             | —   | 37            | 1      |
| Monaco         | 2019–20        | Ligue 1                | 3             | 0         | 0             | 0             | 0             | 0         | —             | —      | —             | —   | 3             | 0      |
| Monaco         | 2020–21        | Ligue 1                | 36            | 2         | 6             | 1             | —             | —         | —             | —      | —             | —   | 42            | 3      |
| Monaco         | 2021–22        | Ligue 1                | 35            | 3         | 4             | 1             | —             | —         | 11            | 1      | —             | —   | 50            | 5      |
| Monaco         | Összesen       | Összesen               | 74            | 5         | 10            | 2             | 0             | 0         | 11            | 1      | —             | —   | 95            | 8      |
| Real Madrid    | 2022–23        | La Liga                | 33            | 0         | 4             | 0             | —             | —         | 10            | 0      | 3             | 0   | 50            | 0      |
| Real Madrid    | 2023–24        | La Liga                | 27            | 3         | 1             | 0             | —             | —         | 8             | 0      | 2             | 0   | 38            | 3      |
| Real Madrid    | Összesen       | Összesen               | 60            | 3         | 5             | 0             | —             | —         | 18            | 0      | 5             | 0   | 88            | 3      |
| Teljes karrier | Teljes karrier | Teljes karrier         | 175           | 11        | 16            | 2             | 2             | 0         | 38            | 2      | 5             | 0   | 220           | 12     |

1. ↑  Magában foglalja a Francia kupán való pályára lépéseit is.
2. ↑  Magában foglalja a Francia ligakupán való pályára lépéseit is.
3. ↑  Pályára lépései az Európa-ligában.
4. ↑  Négy pályára lépése és egy gólja a Bajnokok Ligájában, hét pályára lépése az Európa-ligában.
5. 1 2  Pályára lépései a Bajnokok ligájában.
6. ↑  Pályára lépése az UEFA-szuperkupán

### A válogatottban
2025. január 19.-én lett utoljára frissítve.
| Nemzet        | Év       | Pályára lépések | Gólok |
| ------------- | -------- | --------------- | ----- |
| Franciaország | 2021     | 7               | 0     |
| Franciaország | 2022     | 14              | 2     |
| Franciaország | 2023     | 8               | 1     |
| Franciaország | 2024     | 9               | 0     |
| összesen      | összesen | 38              | 3     |

### Góljai a válogatottban
2025. január 19.-én lett utoljára frissítve.
| #  | Dátum               | Helyszín                                  | Pályára lépés | Ellenfél         | Gól | Végeredmény | Verseny                                        |
| -- | ------------------- | ----------------------------------------- | ------------- | ---------------- | --- | ----------- | ---------------------------------------------- |
| 1. | 2022. március 25.   | Stade Vélodrome, Marseille, Franciaország | 8             | Elefántcsontpart | 2–1 | 2–1         | Barátságos mérkőzés                            |
| 2. | 2022. december 10.  | Al Bayt Stadion, Al-Hor, Katar            | 19            | Anglia           | 1–0 | 2–1         | 2022-es labdarúgó-világbajnokság               |
| 3. | 2023. szeptember 7. | Parc des Princes, Párizs, Franciaország   | 26            | Írország         | 1-0 | 2-0         | 2024-es labdarúgó-Európa-bajnokság (selejtező) |

## Sikerei, díjai

### Klubcsapatokkal
AS Monaco
- Francia kupagyőztes: 2020–21

 Real Madrid
- Spanyol bajnok: 2023–24
- Spanyol kupa: 2022–23
- Spanyol szuperkupa: 2023–24
- UEFA-bajnokok ligája: 2023-24
- UEFA-szuperkupa-győztes: 2022
- FIFA-klubvilágbajnokság: 2022, 2024
- FIFA Interkontinentális Kupa: 2024

### A válogatottal
- Franciaország
  - UEFA Nemzetek Ligája: 2020–21[13]
  - FIFA világbajnokság második helyezett: 2022

### Egyéni
- UNFP – Az év fiatal játékosa: 2020–21[14]
- UNFP – Az év csapatának tagja: 2020–21[15]

## Fordítás
Ez a szócikk részben vagy egészben  az   Aurélien Tchouaméni című angol Wikipédia-szócikk fordításán alapul.  Az eredeti cikk szerkesztőit annak laptörténete sorolja fel. Ez a jelzés csupán a megfogalmazás eredetét és a szerzői jogokat jelzi, nem szolgál a cikkben szereplő információk forrásmegjelöléseként.

## Külső hivatkozások
- Profilja az FFF oldalán (franciául)
- Girondins Profilja Archiválva 2019. október 8-i dátummal a Wayback Machine-ben (franciául)
- Tchouaméni profilja a TransferMarkt oldalán
- Aurélien Tchouaméni adatlapja a Soccerway oldalon (angolul)